# Канагьол
Канагьол (или Казалък) е река в Североизточна България – област Шумен (общини Венец и Каолиново) и Област Силистра (общини Дулово, Алфатар и Силистра), както и в Югоизточна Румъния – окръг Кюстенджа.
Влива се като суходолие в ез. Гърлица в Румъния. Дължината ѝ е 110 km, като в България е около 100 km, която ѝ отрежда 27-о място сред реките на България.
Реката води началото си от извор-чешма (на 470 m н.в.) в Самуиловските височини, в землището на село Капитан Петко, община Венец. Почти по цялото си протежение протича в североизточна посока в каньоновидна долина, дълбоко всечена в аптските варовици и льосовата покривка на Лудогорието и Добруджа. След град Каолиново Канагьор окончателно пресъхва и от там нататък до вливането си в езерото Гърлица на румънска територия продължава като суходолие, в което само при поройни дъждове се появява водоток. След село Скала, община Дулово на протежение около 18 km служи за граница между Силистренска и Добричка области. На 1 km североизточно от село Богорово, община Силистра навлиза в румънска територия и се влива в югозападния ъгъл на езерото Гърлица, разположено на десния бряг на Дунав, на 8 m н.в.
Площта на водосборния басейн на река Канагьол е 1745 km2, което представлява 0,2% от водосборния басейн на Дунав. Основен приток Хърсовска река, вливаща се отдясно в Канагьол като суходолие.
Канагьол е с основно дъждовно-снежно подхранване, но е с непостоянен речен отток, като максимумът е през пролетта март-юни, а минимумът – юли-октомври. Средногодишен отток при село Осеновец 0,086 m3/s.
По течението на реката са разположени 6 населени места, в т.ч. 1 град и 5 села:
- Област Шумен

- Община Венец – Борци, Венец, Осеновец;
- Община Каолиново – Каолиново;

- Област Силистра

- Община Силистра – Срацимир, Богорово.

В горното течение на реката там, където има постоянен водоток, водите ѝ се използват за напояване, като по самата река и по няколко от нейните притоци са изградени 15 микроязовира.
Южно и източно от град Алфатар, в близост до шосетата Алфатар – Тервел и Алфатар – Кайнарджа по стръмните и отвесни скалисти брегове на реката през Средновековието изкуствено са издълбани стотици пещери, в които са се помещавали отшелници-монаси и християнски манастири.

## Топографска карта
- Лист от карта K-35-18. Мащаб: 1 : 100 000.
- Лист от карта K-35-19. Мащаб: 1 : 100 000.
- Лист от карта K-35-7. Мащаб: 1 : 100 000.
- Лист от карта L-35-139. Мащаб: 1 : 100 000.